# Chocolade Jacques-Topsport Vlaanderen/2007
Deze pagina geeft een overzicht van de wielerploeg Chocolade Jacques in 2007.
| Naam                  | Geboortedatum | Nationaliteit | Ploeg 2006                               |
| --------------------- | ------------- | ------------- | ---------------------------------------- |
| Koen Barbé            | 20-01-1981    | België        |                                          |
| Steven Caethoven      | 09-05-1981    | België        |                                          |
| Johan Coenen          | 04-02-1979    | België        | Unibet Cycling Team                      |
| Glenn D'Hollander     | 28-12-1974    | België        |                                          |
| Dimitri de Fauw       | 13-07-1981    | België        |                                          |
| Kenny De Ketele       | 05-06-1985    | België        | Beloften                                 |
| Kenny Dehaes          | 10-11-1984    | België        |                                          |
| Benny De Schrooder    | 23-07-1980    | België        |                                          |
| Niko Eeckhout         | 16-12-1970    | België        |                                          |
| Pieter Ghyllebert     | 13-06-1982    | België        |                                          |
| Matthew Gilmore       | 11-09-1972    | België        |                                          |
| Kurt Hovelijnck       | 02-06-1981    | België        |                                          |
| Iljo Keisse           | 21-12-1982    | België        |                                          |
| Kenny Lisabeth        | 22-06-1981    | België        |                                          |
| Nikolas Maes          | 09-04-1986    | België        | Beloften                                 |
| Serge Pauwels         | 21-11-1983    | België        |                                          |
| Sven Renders          | 12-08-1981    | België        | Landbouwkrediet-Colnago                  |
| Steve Schets          | 20-04-1984    | België        | Beloften                                 |
| Tom Stubbe            | 26-05-1981    | België        |                                          |
| Wesley van der Linden | 07-04-1982    | België        |                                          |
| Jelle Vanendert       | 19-02-1985    | België        | Bodysol - Win for Life - Jong Vlaanderen |
| Bart Vanheule         | 10-11-1983    | België        |                                          |
| Evert Verbist         | 27-06-1984    | België        |                                          |
| Frederik Veuchelen    | 04-09-1978    | België        |                                          |

## Overwinningen
Tour Down Under
Steven Caethoven (2e etappe)
Pieter Ghyllebert (4e etappe)
De Vlaamse Pijl
Jelle Vanendert
Omloop van het Waasland-Kemzeke
Niko Eeckhout
Sint-Niklaas-Puivelde
Bart Vanheule
Internatie Reningelst
Iljo Keisse
Schaal Sels
Kenny Dehaes
Iezegem Koers
Niko Eeckhout
GP Borremans-Viane-Moerebeke
Koen Barbé
Textielprijs-Vichte
Iljo Keisse
1994 · 1995 · 1996 · 1997 · 1998 · 1999 · 2000 · 2001 · 2002 · 2003 · 2004 · 2005 · 2006 · 2007 · 2008 · 2009 · 2010 · 2011 · 2012 · 2013 · 2014 · 2015 · 2016 · 2017· 2018· 2019 · 2020 · 2021 · 2022 · 2023 · 2024 · 2025